# Il conto non torna (Wiltse)
Il conto non torna (titolo originale The Wedding Guest) è un romanzo di spionaggio del 1982 dello scrittore David Wiltse.

## Trama
Durante la rivoluzione che sta travolgendo la monarchia persiana, un impiegato del Ministero delle Finanze riceve la richiesta del viceministro di inviare un messaggio non codificato ad un destinatario negli Stati Uniti. Subito dopo entrambi gli uomini sono uccisi dai rivoluzionari. 
In poco tempo la rivoluzione islamica abbatte il regime dello scià, che è costretto ad abbandonare il Paese ed a cercare rifugio in Paesi amici.
Raggiunto da un messaggio mentre era impegnato in una cattura di coccodrilli in Ruanda, Peter Stanhope, un ex agente della SSC che manca da casa da 5 anni, rientra nel Connecticut per partecipare alle nozze del fratello minore Austin. Peter aveva abbandonato la casa ed aveva rotto i contatti con il padre, titolare della SSC, a causa di una pericolosa missione in Persia nel corso della quale era morto il fratello Thomas.
Durante il party, mentre incontra per la prima volta la sua futura cognata, Peter viene colpito al fianco da un colpo di fucile sparato da un killer appostato su un albero all'esterno della tenuta degli Stanhope. Ricoverato in ospedale, Peter riceve la visita dell'agente Rimbaud della NSA, che lo informa sulla situazione. Subito dopo il killer, camuffato da dottore, si introduce nella camera di Peter, che riesce a salvarsi, ferendo in modo serio l'aggressore.

## Edizioni
- David Wiltse, Il conto non torna, traduzione di Lidia Lax, collana Segretissimo, n. 1078, Mondadori, 1987,  p. 169.